# Artemisia vulgaris
La artemisa (Artemisia vulgaris) es una especie de planta de la familia de las asteráceas del género Artemisia. Ocasionalmente llamada artemega, ceñidor, yuyo crisantemo, hierba de San Juan y madra.

## Descripción
Es una planta perennifolia herbácea de 1 a 2 m (raramente 2,5 m), con raíces leñosas. Las hojas de 5 a 20 cm de longitud, verde muy oscuras, pinnadas, con pelos blancos densos tomentosos en el envés.  El tallo erecto tiene un tinte rojo purpúreo. Flores pequeñas (5 mm de long.) son radialmente simétricas con muchos pétalos amarillos o rojo oscuras. Tiene numerosos y angostos capítulos (cabezas florales) se abren en panículas racimosas. Florece de julio a septiembre en el hemisferio boreal.

## Distribución y hábitat
Es nativa de áreas templadas de Europa, Asia, norte de África, está en Norteamérica donde es una maleza. Crece muy bien en suelos nitrogenados, en especial enmalezados y no cultivados.

## Taxonomía
Artemisia vulgaris fue descrita por Carlos Linneo   y publicado en Species Plantarum 2: 848. 1753.
Etimología
Hay dos teorías en la etimología de Artemisia: según la primera, debe su nombre a Artemisa, hermana melliza de Apolo y diosa griega de la caza y de las virtudes curativas, especialmente de los embarazos y los partos. Según la segunda teoría, el género fue nombrado en honor a Artemisia II, hermana y mujer de Mausolo, rey de la Caria, 353-352 a. C., que reinó después de la muerte del soberano. En su homenaje se erigió el Mausoleo de Halicarnaso, una de las siete maravillas del mundo. Era experta en botánica y en medicina.
vulgaris: epíteto latino que significa "vulgar, común".
Sinonimia
- Absinthium spicatum (Wulfen ex Jacq.) Baumg.
- Artemisia affinis Hassk.
- Artemisia coarctata Forselles
- Artemisia javanica Pamp.
- Artemisia officinalis Gaterau
- Artemisia opulenta Pamp.
- Artemisia vulgaris subsp. coarctata (Fors ex Besser) Ameljcz.
- Artemisia vulgaris var. coarctica Besser[3]

## Nombres comunes
- Castellano: absintio, altamisa, anastasia, artamisa, artamisia, artemega, artemisa, artemisa común, artemisa vulgar, artemisia, ceñidor, escobilla parda, flor de santos, hierba del caminante, madra, madre yerba, madrona, manzanillón, santolina, tomaraja, tomarajas, hierba de San Juan.

## Usos

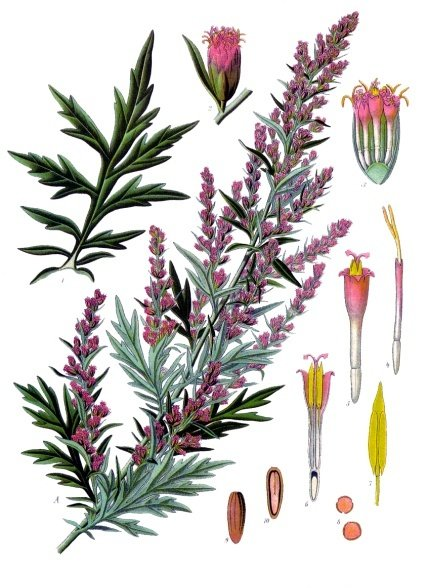
Ilustración del

La artemisa tiene tujona, que es tóxica.  Embarazadas, en particular, deben evitar consumir artemisa. Actualmente se la usa poco por su toxicidad,  pero es recordada por su uso culinario, medicina herbal, y hierba para fumar.

### Alimento
Hojas y capullos, bien picados antes de la floración de julio, se usaban para un agente saborizador amargo para carne grasa y pescado. En Alemania, se usaba para pavos, especialmente para los engordados para Navidad.
Se la usaba en Corea y en el Japón para tortas de arroz festivas, dándoles un color verdoso.
En la Edad Media la artemisa era parte de la mezcla de hierbas gruit, para dar sabor a la cerveza antes de la introducción del lúpulo.

### Propiedades medicinales

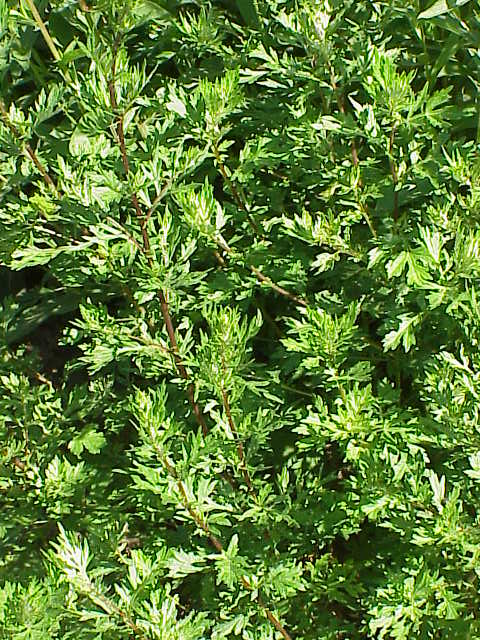
Artemisia vulgaris.

Las propiedades medicinales de la artemisa fueron descubiertas por las poblaciones de las zonas templadas, donde crece espontáneamente. En el texto griego de Dioscórides, la artemisa se cita como remedio contra los gusanos internos. Desde Nuevo México a Colombia se utilizan especies parecidas para curar bronquitis y resfriados. Todavía los chinos introducen hoy en la nariz una hoja de artemisa envuelta para parar el epistaxis o hemorragia nasal.
En el viejo folclore germánico muggiwurti significa "planta de las moscas", haciendo referencia a su uso desde tiempos remotos para repeler insectos.
La planta tiene aceites volátiles: (cineola o aceite de artemisa, tujona), flavonoides, triterpenos, derivados de la cumarina. Se lo usa como antihelmíntico, aunque es más fuerte Artemisia absinthium.
En la medicina tradicional china pulverizado, tostado, y recompuesto en una forma llamada moxa, utilizada asimismo en la técnica llamada moxibustión.

### Incompatibilidades con medicamentos
Existen medicamentos con los que esta planta interactúa de manera negativa. Como en el caso del Almogran, una de las marcas de la droga almotriptán, para el tratamiento de la migraña, y de algunos medicamentos para el tratamiento del VIH.

### Fumado
La artemisa tiene un olor aromático. La gente pobre la usaba, a veces mezclada con otras hierbas, como sustituto del tabaco. Se ha fumado mezclado o sustituyendo a la marihuana, porque genera sueños evocativos en estado de conciencia.

### Folclore y brujería
En la Edad Media, la artemisa se usaba como hierba protectora mágica. También para repeler insectos, especialmente mariposas, de jardines. Y en épocas más remotas como remedio contra la fatiga y proteger a los viajeros contra malos espíritus y animales salvajes. Los soldados romanos se la ponían dentro de sus sandalias para proteger sus pies de la fatiga.
Mucho del uso en brujería, era porque se decía que inducía sueños lúcidos y viajes astrales. Fumar, o consumir infusión de la planta, o como una tintura, antes de dormir, incrementaría la intensidad del sueño, el nivel de control, y ayudar a recordarlos al despertar. Más seguro, una mata de artemisa seca debajo de la almohada cumplía el mismo efecto.